# HMAS Gawler (FCPB 212)
Pour les articles homonymes, voir HMAS Gawler.
Le HMAS Gawler (FCPB 212), nommé d’après la ville de Gawler, en Australie-Méridionale, était un patrouilleur de classe Fremantle de la Royal Australian Navy (RAN). Il était le deuxième navire de la RAN à porter le nom de Gawler, après une corvette de classe Bathurst qui a servi pendant la Seconde Guerre mondiale.

## Conception et construction
À partir de la fin des années 1960, la planification d’une nouvelle classe de patrouilleurs pour remplacer la classe Attack a commencé, avec des conceptions visant à une meilleure tenue à la mer, un équipement et des armes plus modernes. Les navires de classe Fremantle avaient un déplacement de 220 tonnes à pleine charge, mesuraient 41,9 mètres de longueur hors tout, ils avaient une largeur de 7,39 mètres, et un tirant d'eau maximal de 1,75 mètre. Leur propulsion principale se composait de deux moteurs Diesel de la série MTU 538, qui fournissaient une puissance de 3 200 chevaux (2 400 kW) aux deux arbres d'hélice. L’échappement n’était pas expulsé par une cheminée, comme sur la plupart des navires, mais par des évents sous la ligne de flottaison. Les patrouilleurs pouvaient atteindre une vitesse maximale de 30 nœuds (56 km/h) et avaient une autonomie maximale de 5 000 milles marins (9 300 km) à 5 nœuds (9,3 km/h). L’équipage se composait de 22 personnes.
Chaque patrouilleur était armé d’un seul canon Bofors 40 mm L/60 monté à l’avant comme armement principal, complété par deux mitrailleuses Browning M2 de calibre .50 et un mortier de 81 mm,, mais le mortier a été retiré de tous les navires à la fin des années 1990. À l’origine, l’arme principale devait être constituée de deux canons de 30 mm sur un affût double, mais les Bofors reconditionnés ont été sélectionnés pour réduire les coûts. Des dispositions ont été prises pour installer un armement amélioré plus tard dans la carrière de la classe, mais cela ne s’est pas produit,.

## Carrière
Le HMAS Gawler a été mis en chantier le 18 janvier 1982 par NQEA à Cairns, dans le Queensland. Il a été lancé le 9 juillet 1983 et mis en service dans la RAN le 27 août 1983.
Le HMAS Gawler a été désarmé au HMAS Coonawarra le 8 juillet 2006.
En 23 ans de service, le HMAS Gawler a parcouru plus de 600 000 milles marins, visitant 19 pays différents. Il a arraisonné plus de 800 navires en soutien à la souveraineté australienne, et a participé à des missions humanitaires. En mai 2004, le HMAS Gawler a secouru un marin qui avait eu des ennuis sur son yacht privé au large du nord de l’Australie, puis a remorqué le navire jusqu’au port.
Le patrouilleur a été démantelé à Darwin entre 2006 et 2007, pour un coût de 450 000 dollars pour le gouvernement australien.